# 성남여자중학교 (경기)
성남여자중학교(城南女子中學校)는 대한민국 경기도 성남시 수정구 신흥동에 있는 공립 중학교이다.

## 학교 연혁
- 1971년 12월 7일 : 학교 설립 인가(중원구 상대원 2511)
- 1972년 3월 10일 : 초대 최병익 교장 취임
- 1972년 3월 29일 : 개교
- 1985년 3월 1일 : 특수학급 설치
- 1991년 2월 26일 : 학교 이전(수정구 신흥2동 47-1)
- 2005년 12월 1일 : 다목적실 백합관 개관
- 2021년 3월 2일 : 제17대 김숙이 교장 취임
- 2023년 1월 5일 : 제49회 졸업(166명)
- 2023년 3월 2일 : 2023학년도 입학(151명)

## 참고 자료
- 성남여자중학교 - 한국교육학술정보원 학교알리미